# ウインラディウス
ウインラディウス（Win Radius、1998年3月7日 - 不明）とは日本の競走馬、種牡馬。京王杯スプリングカップ・富士ステークスなど中央競馬の短距離重賞を3勝した。
クラブ募集価格は35万×200口の7000万円。馬名の由来は冠名「ウイン」にラテン語で「光線」の意味を持つ「Radius」。

## 経歴

### 競走馬時代
2000年8月新馬戦にてテイエムオーシャンに後塵を喫した2週間後、同日に新馬戦（出走頭数9）がありながら敢えてクローバー賞に参戦、未勝利馬ながら1番人気に推されレコードタイムにて初勝利を記録する。この快挙に当時のメディアは同馬を「来年のクラシック級の大物」と評したが、朝日杯3歳ステークス8着後に持病の喉鳴りが悪化し戦線を離脱。陣営は同馬の手術に踏み切り、結果として休養期間は1年9ヶ月に及ぶものとなった。
復帰を果たした2002年9月には500万クラスにまで降級、幾度も1番人気に支持されながら気性難から取りこぼすレースが続いたが1年以上をかけ2003年11月オープンクラスに返り咲く。
翌2004年遅咲きの才能を開花させ東京新聞杯にて初の重賞タイトルを獲得、さらに京王杯スプリングカップをレコードタイムで制覇し安田記念の優勝候補にもあげられたがGIタイトルには縁がなく安田記念を含め4戦し最高成績は4着に終わった。
2006年8歳まで現役を続け、最後は同年の東京新聞杯にてレース中に鼻出血を発症しそのまま現役引退となる。手術の影響でわずかな輸送でも体調を崩すことが多く、関西圏への遠征は殆ど行われることは無かった。

### 引退後
引退後は当初は優駿スタリオンステーションで種牡馬として繋養されていた。毎年2ケタの種付けを確保していたが、特筆すべき産駒は出せなかった。2013年時点では赤石久夫牧場で供用されていた。同年8月1日付で用途変更となり、種牡馬を引退。その後、現役時代の厩務員であった川越靖幸がウインラディウスの行方を追ったものの、屠殺された可能性が高いという事が判明している。

## 競走成績
以下の内容は、netkeiba.comおよびJBISサーチに基づく。
| 年月日     | 競馬場 | 競走名             | 格   | 頭数 | 枠番 | 馬番 | オッズ （人気） | オッズ （人気） | 着順 | 騎手         | 斤量 [kg] | 距離（馬場）  | タイム （上り3F） | タイム 差 | 勝ち馬/（2着馬）     |
| ---------- | ------ | ------------------ | ---- | ---- | ---- | ---- | --------------- | --------------- | ---- | ------------ | --------- | ------------- | ----------------- | --------- | -------------------- |
| 2000.08.05 | 札幌   | 3歳新馬            |      | 8    | 4    | 4    | 01.9            | 0（1人）        | 02着 | 岡部幸雄     | 53        | 芝1200m（良） | 1:11.0（34.3）    | -0.4      | テイエムオーシャン   |
| 0000.08.19 | 札幌   | クローバー賞       | OP   | 9    | 1    | 1    | 02.1            | 0（1人）        | 01着 | 岡部幸雄     | 53        | 芝1500m（良） | R1:29.6（35.7）   | -0.6      | (スペランツァ)       |
| 0000.11.18 | 東京   | 東京スポーツ杯3歳S | GIII | 13   | 5    | 7    | 02.0            | 0（1人）        | 03着 | 岡部幸雄     | 54        | 芝1800m（稍） | 1:48.9（35.0）    | -0.4      | タガノテイオー       |
| 0000.12.10 | 中山   | 朝日杯3歳S         | GI   | 16   | 2    | 4    | 04.9            | 0（3人）        | 08着 | 岡部幸雄     | 54        | 芝1600m（良） | 1:35.6（36.4）    | -1.1      | メジロベイリー       |
| 2002.09.01 | 札幌   | 3歳上500万下       |      | 14   | 5    | 8    | 02.4            | 0（1人）        | 04着 | 岡部幸雄     | 57        | 芝1200m（良） | 1:11.1（35.7）    | -0.5      | フジサクラオー       |
| 0000.09.08 | 札幌   | 3歳上500万下       |      | 14   | 8    | 14   | 01.7            | 0（1人）        | 08着 | 北村宏司     | 57        | 芝1800m（良） | 1:51.1（35.8）    | -1.0      | ダイワオーランド     |
| 0000.12.22 | 中京   | 尾張特別           | 500  | 16   | 6    | 12   | 02.8            | 0（1人）        | 05着 | 北村宏司     | 57        | 芝1800m（良） | 1:50.1（35.9）    | -0.6      | トランクイリティー   |
| 2003.03.09 | 中京   | 鞍ケ池特別         | 500  | 16   | 3    | 5    | 03.7            | 0（1人）        | 01着 | 鹿戸雄一     | 57        | 芝1800m（良） | 1:48.7（36.4）    | -0.4      | (ベストタイクーン)   |
| 0000.03.29 | 中山   | 千葉日報杯         | 1000 | 16   | 8    | 16   | 03.5            | 0（1人）        | 09着 | 横山典弘     | 57        | 芝1600m（良） | 1:34.7（33.9）    | -0.5      | ダイタクソニック     |
| 0000.04.26 | 東京   | 高尾特別           | 1000 | 18   | 1    | 1    | 08.4            | 0（5人）        | 03着 | 横山典弘     | 57        | 芝1600m（良） | 1:33.0（34.4）    | -0.1      | マチカネメニモミヨ   |
| 0000.05.25 | 東京   | 富嶽賞             | 1000 | 15   | 4    | 6    | 02.8            | 0（1人）        | 07着 | 横山典弘     | 57        | 芝1800m（良） | 1:34.5（34.9）    | -0.4      | モノポール           |
| 0000.06.22 | 福島   | 雄国沼特別         | 1000 | 12   | 5    | 6    | 03.5            | 0（2人）        | 02着 | 柴田善臣     | 57        | 芝1800m（良） | 1:47.1（35.2）    | -0.1      | マイティスピード     |
| 0000.07.12 | 函館   | HTB杯              | 1000 | 15   | 7    | 12   | 02.9            | 0（1人）        | 01着 | デザーモ     | 57        | 芝1800m（良） | 1:49.2（36.8）    | -0.1      | (アサクサデンエン)   |
| 0000.08.24 | 札幌   | 摩周湖特別         | 1000 | 12   | 1    | 1    | 02.2            | 0（2人）        | 01着 | 田中勝春     | 57        | 芝1500m（良） | 1:28.9（34.7）    | -0.6      | (イシノミューズ)     |
| 0000.09.14 | 中山   | 京成杯AH           | GIII | 16   | 2    | 3    | 06.2            | 0（2人）        | 07着 | 田中勝春     | 54        | 芝1600m（良） | 1:34.3（34.6）    | -0.4      | ブレイクタイム       |
| 0000.11.02 | 東京   | 白秋S              | 1600 | 13   | 6    | 8    | 04.0            | 0（2人）        | 01着 | 田中勝春     | 57        | 芝1400m（良） | 1:22.2（33.4）    | -0.1      | (ホワットアリーズン) |
| 2004.02.01 | 東京   | 東京新聞杯         | GIII | 15   | 8    | 15   | 13.7            | 0（7人）        | 01着 | 田中勝春     | 54        | 芝1600m（良） | 1:33.0（33.7）    | -0.3      | (クラフトワーク)     |
| 0000.04.04 | 中山   | ダービー卿CT       | GIII | 15   | 2    | 3    | 01.9            | 0（1人）        | 03着 | 柴田善臣     | 56.5      | 芝1600m（良） | 1:33.5（36.2）    | -0.1      | マイネルモルゲン     |
| 0000.05.16 | 東京   | 京王杯SC           | GII  | 18   | 4    | 7    | 05.1            | 0（2人）        | 01着 | 田中勝春     | 57        | 芝1400m（良） | R1:20.4（33.8）   | -0.0      | (テレグノシス)       |
| 0000.06.06 | 東京   | 安田記念           | GI   | 18   | 3    | 5    | 05.5            | 0（2人）        | 14着 | D.オリヴァー | 58        | 芝1600m（稍） | 1:34.1（36.0）    | -1.5      | ツルマルボーイ       |
| 0000.07.04 | 函館   | 函館スプリントS    | GIII | 15   | 3    | 5    | 04.8            | 0（3人）        | 05着 | 田中勝春     | 56        | 芝1200m（良） | 1:09.8（35.8）    | -0.4      | シーイズトウショウ   |
| 0000.10.03 | 中山   | スプリンターズS    | GI   | 16   | 8    | 16   | 16.5            | 0（7人）        | 04着 | 田中勝春     | 57        | 芝1200m（不） | 1:10.8（36.4）    | -0.9      | カルストンライトオ   |
| 2005.01.30 | 東京   | 東京新聞杯         | GIII | 13   | 5    | 7    | 11.1            | 0（3人）        | 08着 | 岡部幸雄     | 57        | 芝1600m（良） | 1:34.6（34.7）    | -0.9      | ハットトリック       |
| 0000.05.01 | 新潟   | 谷川岳S            | OP   | 16   | 8    | 15   | 03.8            | 0（1人）        | 03着 | 北村宏司     | 58        | 芝1400m（良） | 1:21.2（34.8）    | -0.1      | フジサイレンス       |
| 0000.05.15 | 東京   | 京王杯SC           | GII  | 18   | 8    | 17   | 18.3            | 0（7人）        | 15着 | 田中勝春     | 58        | 芝1400m（良） | 1:21.8（34.9）    | -1.5      | アサクサデンエン     |
| 0000.07.17 | 新潟   | NSTオープン        | OP   | 18   | 7    | 14   | 04.5            | 0（2人）        | 01着 | 田中勝春     | 58        | 芝1400m（良） | 1:20.0（34.6）    | -0.2      | (ロイヤルキャンサー) |
| 0000.07.31 | 新潟   | 関屋記念           | GIII | 18   | 7    | 13   | 07.5            | 0（4人）        | 11着 | 田中勝春     | 57        | 芝1600m（良） | 1:33.5（34.0）    | -1.2      | サイドワインダー     |
| 0000.09.11 | 中山   | 京成杯AH           | GIII | 13   | 7    | 10   | 23.5            | （10人）        | 03着 | 田中勝春     | 58        | 芝1600m（稍） | 1:33.4（35.1）    | -0.1      | マイネルモルゲン     |
| 0000.10.22 | 東京   | 富士S              | GIII | 16   | 6    | 12   | 06.1            | 0（3人）        | 01着 | 田中勝春     | 57        | 芝1600m（良） | 1:32.9（34.0）    | -0.1      | (タニノマティーニ)   |
| 0000.11.20 | 京都   | マイルCS           | GI   | 17   | 2    | 3    | 60.7            | （10人）        | 10着 | 田中勝春     | 57        | 芝1600m（良） | 1:32.7（34.5）    | -0.6      | ハットトリック       |
| 0000.12.24 | 中京   | CBC賞              | GII  | 14   | 2    | 4    | 12.5            | 0（5人）        | 04着 | 鹿戸雄一     | 57        | 芝1200m（良） | 1:08.9（34.8）    | -0.2      | シンボリグラン       |
| 2006.01.28 | 東京   | 東京新聞杯         | GIII | 16   | 6    | 12   | 16.3            | （10人）        | 11着 | 田中勝春     | 59        | 芝1600m（良） | 1:34.8（34.6）    | -1.1      | フジサイレンス       |

## エピソード
元厩務員の川越は、ウインラディウスを救えなかったことや、同じくかつての担当馬であったキリシマノホシを肥育場から助け出したことから引退馬の養老牧場を開くことを決意し、ノーザンレイクファームを開業した。現在同牧場には、キリシマノホシと共にメイショウドトウらが功労馬として繋養されている。

## 血統表
| ウインラディウスの血統                                     | ウインラディウスの血統                                    | ウインラディウスの血統                                    | （血統表の出典）                                          | （血統表の出典） |
| 父系                                                       | ヘイロー系（ヘイルトゥリーズン系 / サンデーサイレンス系） | ヘイロー系（ヘイルトゥリーズン系 / サンデーサイレンス系） | ヘイロー系（ヘイルトゥリーズン系 / サンデーサイレンス系） | [ § 2 ]          |
| 父 *サンデーサイレンス Sunday Silence 1986 青鹿毛 アメリカ | 父の父Halo 1969                                           | Hail to Reason                                            | Turn-to                                                   | Turn-to          |
| 父 *サンデーサイレンス Sunday Silence 1986 青鹿毛 アメリカ | 父の父Halo 1969                                           | Hail to Reason                                            | Nothirdchance                                             |                  |
| 父 *サンデーサイレンス Sunday Silence 1986 青鹿毛 アメリカ | 父の父Halo 1969                                           | Cosmah                                                    | Cosmic Bomb                                               | Cosmic Bomb      |
| 父 *サンデーサイレンス Sunday Silence 1986 青鹿毛 アメリカ | 父の父Halo 1969                                           | Cosmah                                                    | Almahmoud                                                 |                  |
| 父 *サンデーサイレンス Sunday Silence 1986 青鹿毛 アメリカ | 父の母Wishing Well 1975                                   | Understanding                                             | Promised Land                                             | Promised Land    |
| 父 *サンデーサイレンス Sunday Silence 1986 青鹿毛 アメリカ | 父の母Wishing Well 1975                                   | Understanding                                             | Pretty Ways                                               |                  |
| 父 *サンデーサイレンス Sunday Silence 1986 青鹿毛 アメリカ | 父の母Wishing Well 1975                                   | Mountain Flower                                           | Montparnasse                                              | Montparnasse     |
| 父 *サンデーサイレンス Sunday Silence 1986 青鹿毛 アメリカ | 父の母Wishing Well 1975                                   | Mountain Flower                                           | Edelweiss                                                 |                  |
| 母 ジョウノマチエール 1990 鹿毛                            | 母の父マルゼンスキー 1974                                 | Nijinsky II                                               | Northern Dancer                                           | Northern Dancer  |
| 母 ジョウノマチエール 1990 鹿毛                            | 母の父マルゼンスキー 1974                                 | Nijinsky II                                               | Flaming Page                                              |                  |
| 母 ジョウノマチエール 1990 鹿毛                            | 母の父マルゼンスキー 1974                                 | *シル                                                     | Buckpasser                                                | Buckpasser       |
| 母 ジョウノマチエール 1990 鹿毛                            | 母の父マルゼンスキー 1974                                 | *シル                                                     | Quill                                                     |                  |
| 母 ジョウノマチエール 1990 鹿毛                            | 母の母ウメノシルバー 1979                                 | *シルバーシャーク                                         | Buisson Ardent                                            | Buisson Ardent   |
| 母 ジョウノマチエール 1990 鹿毛                            | 母の母ウメノシルバー 1979                                 | *シルバーシャーク                                         | Palsaka                                                   |                  |
| 母 ジョウノマチエール 1990 鹿毛                            | 母の母ウメノシルバー 1979                                 | ストロングベビー                                          | *セダン                                                   | *セダン          |
| 母 ジョウノマチエール 1990 鹿毛                            | 母の母ウメノシルバー 1979                                 | ストロングベビー                                          | マリアンナ F-No.1-b                                       |                  |
| 母系(F-No.)                                                | 1号族(FN:1-b)                                             | 1号族(FN:1-b)                                             | 1号族(FN:1-b)                                             | [ § 3 ]          |
| 5代内の近親交配                                            | 5代内アウトブリード                                       | 5代内アウトブリード                                       | 5代内アウトブリード                                       | [ § 4 ]          |
| 出典                                                       | 1. 2. 3. 4.                                               | 1. 2. 3. 4.                                               | 1. 2. 3. 4.                                               | 1. 2. 3. 4.      |

- 近親に1999年優駿牝馬勝ちのウメノファイバー、1995年セントライト記念勝ちのサンデーウェル、2018年阪神牝馬ステークスなどを勝ったミスパンテールがいる[11]。
- 5代母トキツカゼは皐月賞と優駿牝馬の勝ち馬。さらに牝系を遡ると、小岩井農場の基礎輸入牝馬の一頭であるフラストレートにたどり着く。